# Adela Gleijer
Adela Gleijer (ur. 20 września 1933 w Montevideo) – urugwajska aktorka filmowa, teatralna i telewizyjna.
Była członkinią grupy Teatro El Galpón w Montevideo, tam też zadebiutowała w 1956 r. u Agustína Cuzzaniego w sztuce El centroforward murió al amanecer. Grała też m.in. w sztuce Bertolta Brechta Kaukaskie koło kredowe i Królu Lirze Williama Szekspira w reżyserii Atahualpa Cioppo.
W Buenos Aires grała w Teatro San Martín w sztukach: Hombre y superhombre Bernarda Shawa, Lo frío y lo caliente Pacho O’Donnella, La Máscara y en Gris de ausencia Roberto Cossa w reżyserii Carlosa Gandolfo. Inne role: El prisionero de la Segunda Avenida Neila Simona w reżyserii Norma Aleandro, Tres buenas mujeres Laury Bonaparte na Festiwalu Guanajuato, Greek Stephena Berkoffa. W 2006 r. otrzymała Honorową Nagrodę Podestá, przyznaną przez Stowarzyszenie Aktorów Argentyńskich.
Grała także m.in. w telenowelach: Amo y señor (1984), Increíblemente sola (1985), Rebelde (1989), Celeste (1991), Celeste 2 (1993), Los buscas de siempre (2000), Jesteś moim życiem (2006), Mujeres de nadie (2007), Volver a nacer (2012) i El hombre de tu vida (2012).
Od 1961 roku jest żoną aktora Juana Manuela Tenuta, jest matką aktorki Andrei Tenuty. Mieszka w Argentynie.